# Epulaega nodosa
Epulaega nodosa är en kräftdjursart som först beskrevs av Schioedte och Frederik Vilhelm August Meinert 1879.  Epulaega nodosa ingår i släktet Epulaega och familjen Aegidae. Inga underarter finns listade i Catalogue of Life.